# Lagos del Gran Valle del Rift

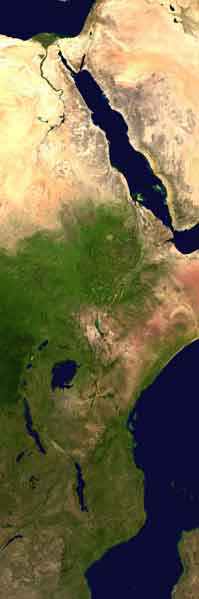
El Valle del Rift visto desde el espacio, donde se aprecian los grandes lagos.

Los lagos del Gran Valle del Rift son un grupo de lagos africanos localizados en el Gran Valle del Rift, el valle que atraviesa la parte oriental del continente de norte a sur. Algunos de estos lagos se encuentran entre los lagos más profundos, grandes y antiguos del mundo; y muchos son ecorregiones de agua dulce de gran biodiversidad, mientras que otros son lagos alcalinos o carbonatados que soportan organismos altamente especializados.
Los lagos del Valle del Rift son bien conocidos por la evolución de al menos 800 especies de peces cíclidos que viven en sus aguas. Más especies quedan aún por descubrir.
El Fondo Mundial para la Naturaleza ha designado los lagos del Valle del Rift una de sus ecorregiones prioritarias para la conservación de la Global 200. El sistema de lagos de Kenia en el Gran Valle del Rift fue declarado Patrimonio de la Humanidad por la Unesco en 2011.
En este artículo, los lagos más importantes se listan, en general, de norte a sur, y se puede acceder a través de los enlaces a los artículos más detallados sobre cada lago.

## Geología

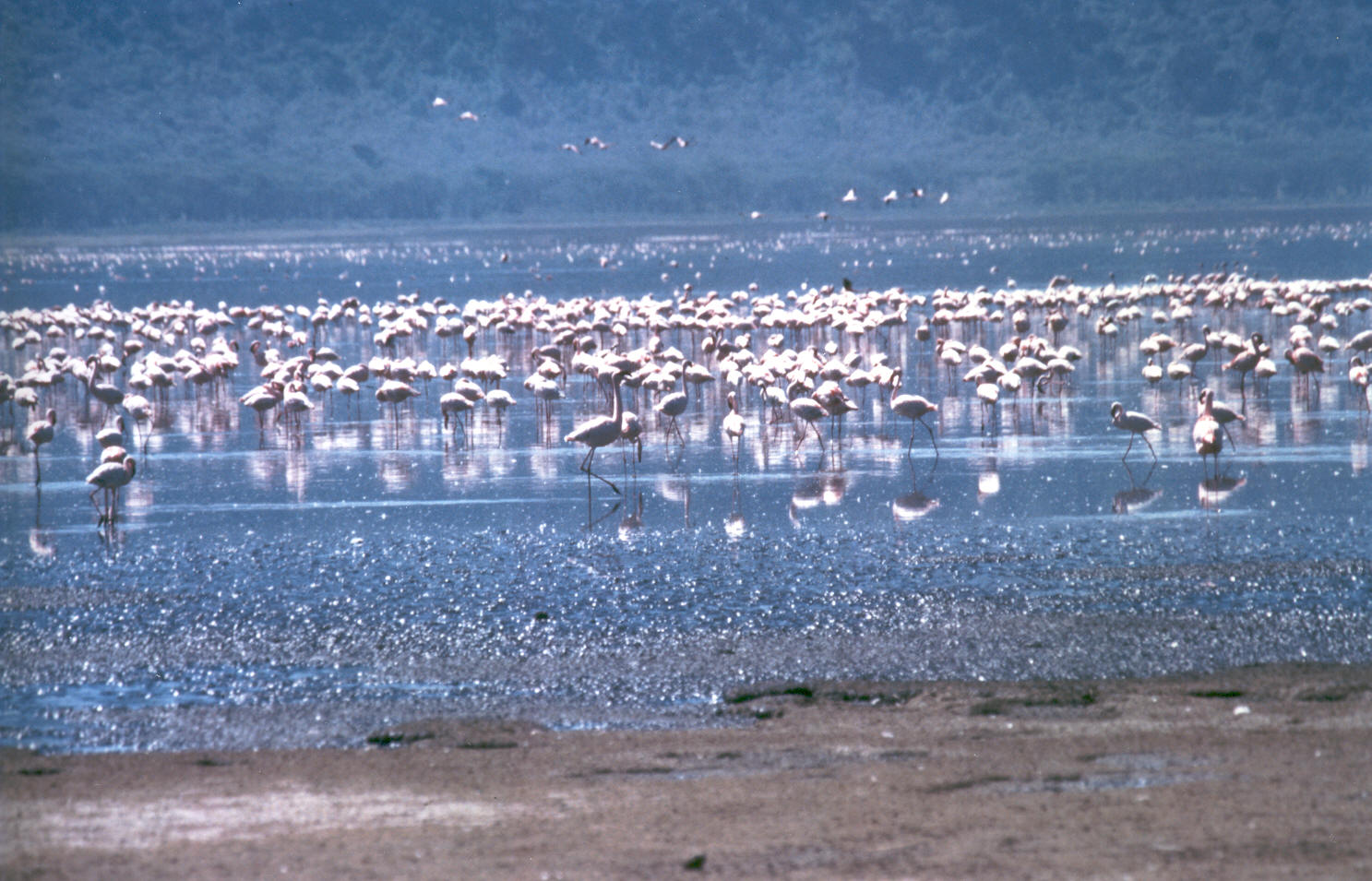
Flamencos rosas en el lago Nakuru, en Kenia.

El Rift de África Oriental surgió hace aproximadamente 40 millones de años, cuando la placa africana comenzó a separarse. Lagos como el Tanganica o el Malaui se formaron en los varios valles de la zona de ruptura, entre ellos el enorme lago Victoria.

## Ecología
En los lagos del Gran Valle del Rift habitan por lo menos 800 especies de cíclidos.
A pesar de que los lagos del Rift de África Oriental contribuyen relativamente poco a las emisiones de gases de efecto invernadero, sin embargo, hay una necesidad de reducir la tasa de deforestación de los alrededores y restaurar las zonas despejadas. Estos bosques proveen sumideros de carbono de los gases de efecto invernadero y por lo tanto, ayudan a mitigan el cambio climático.

## Lagos

### Lagos del Valle del Rift de Etiopía

Mapa del Gran Valle del Rift

Los lagos del Valle del Rift de Etiopía forman la parte más al norte de los lagos del Gran Valle del Rift. En el centro de Etiopía, el Gran Valle del Rift divide el macizo etíope en dos mitades, norte y sur, y los lagos ocupan el piso de la fosa tectónica entre esas dos zonas. La mayoría son lagos endorreicos, sin emisarios, y también son en general alcalinos. A pesar de que los lagos del Valle del Rift de Etiopía tiene gran importancia para la economía del país, además de ser esenciales para la supervivencia de la población local, no hubo estudios limnológicos detallados hasta hace poco. Los grandes lagos en el área son los siguientes:
- lago Abaya (de 1162 km² y a una altitud de 1285 m), el mayor de los lagos etíopes del Rift ;
- lago Chamo (de 551 km² y a una altitud de 1235 m);
- lago Ziway (de 485 km² y a una altitud de 1636 m);
- lago Shala (de 329 km² y a una altitud de 1558 m), el más profundo de los lagos etíopes del Rift ;
- lago Koka (de 250 km² y a una altitud de 1590 m);
- lago Langano (de 230 km² y a una altitud de 1585 m);
- lago Abijatta (de 205 km² y a una altitud de 1573 m);
- lago Awasa (de 129 km² y a una altitud de 1708 m).

El lago Tana (3600 km²), la fuente del Nilo Azul, no es uno de los lagos del Gran Valle del Rift, sino que está situado en la meseta etíope, al norte del valle.

### Lagos orientales del valle del Rift (Kenia y Tanzania)

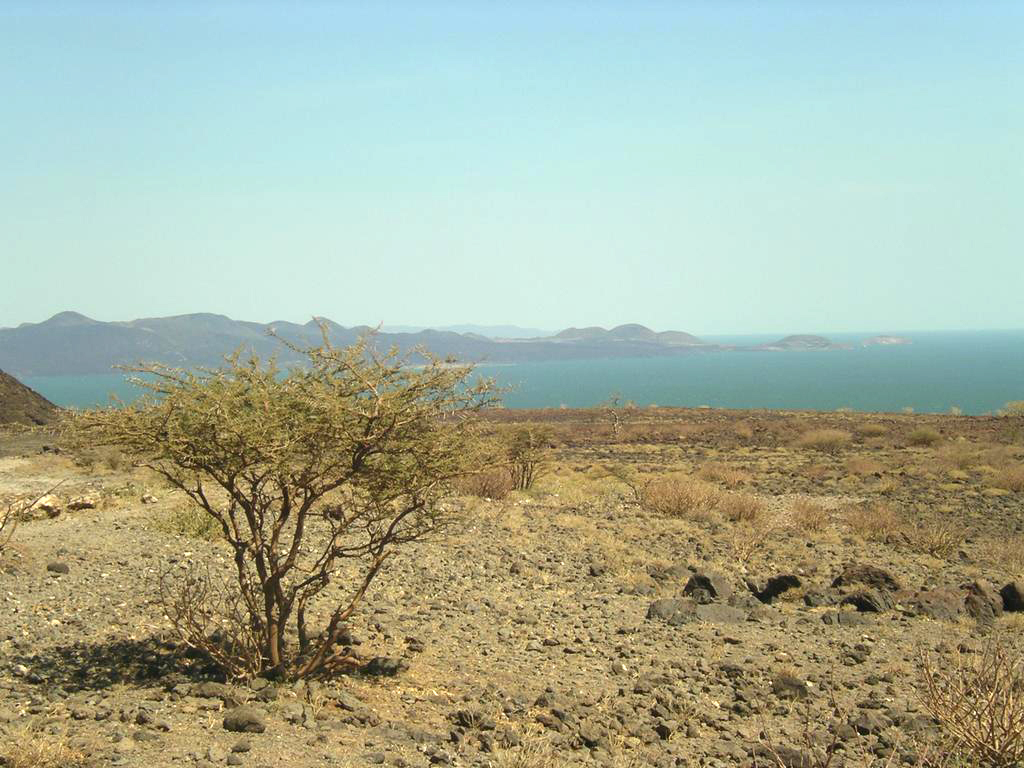
Vista del lago Turkana

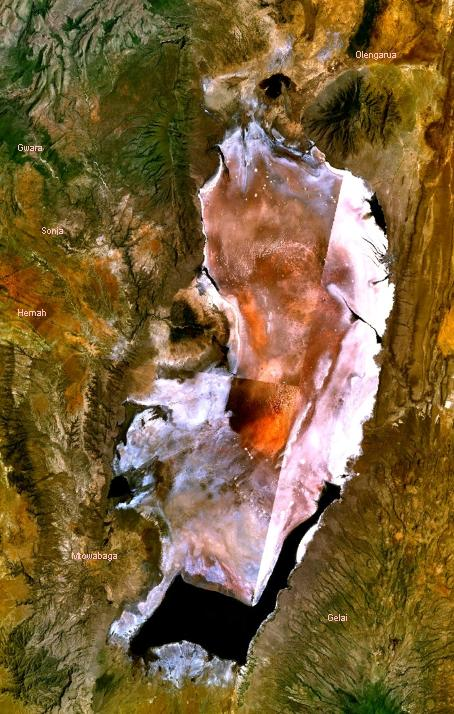
El lago Natron, visto desde el espacio.

Al sur del macizo etíope, el valle del Rift se divide en dos canales principales. En el Rift del Este se encuentran los lagos kenianos del Valle del Rift, mientras que la mayor parte de los lagos del Valle del Rift de África Central se localizan en el Rift Occidental. La sección keniana del Valle del Rift cuenta con ocho lagos, de los cuales tres son de agua dulce y el resto carbonatados. De estos últimos, los poco profundos lagos carbonatados del Valle del Rift del Este tienen sal cristalizada que vuelve las orillas blancas, y son famosos por las grandes bandadas de flamencos que se alimentan de crustáceos. De norte a sur son:
- La sección de Kenia:
  - lago Turkana (de 6405 km² y a una altitud de 360 m, de agua dulce), es el lago más grande de Kenia en la frontera entre Kenia y Etiopía
  - lago Logipi, es un lago carbonatado poco profundo alimentado por aguas termales en el valle de Suguta, justo al sur del lago Turkana.
  - lago Baringo (de 130 km² y a una altitud de 1000 m), lago de agua dulce, el 2º mayor de los lagos kenianos;
  - lago Bogoria (de 34 km² y a una altitud de 990 m), lago poco profundo carbonatado, una Reserva Nacional;
  - lago Nakuru (de 40 km² y a una altitud de 1759 m), lago poco profundo carbonatado, ha sido un parque nacional desde 1968;
  - lago Elmenteita, lago poco profundo alcalino;
  - lago Naivasha (de 160 km², pero varía con la lluvia, y a una altitud de 1890 m), lago de agua dulce, es el más alto en este grupo;
  - lago Magadi, lago poco profundo alcalino localizado cerca de la frontera con Tanzania;

- La sección de Tanzania de este grupo tiene lagos alcalinos:
  - lago Natron, lago poco profundo carbonatado que ha sido categorizado por el Fondo Mundial para la Naturaleza como la ecorregión halofítica del África Oriental  (East African halophytics);
  - lago Manyara
  - lago Eyasi, lago poco profundo carbonatado;
  - lago Makati.

El sistema de lagos de Kenia en el Gran Valle del Rift fue declarado Patrimonio de la Humanidad por la Unesco en 2011.

### Lagos occidentales o lagos del Rift Albertina

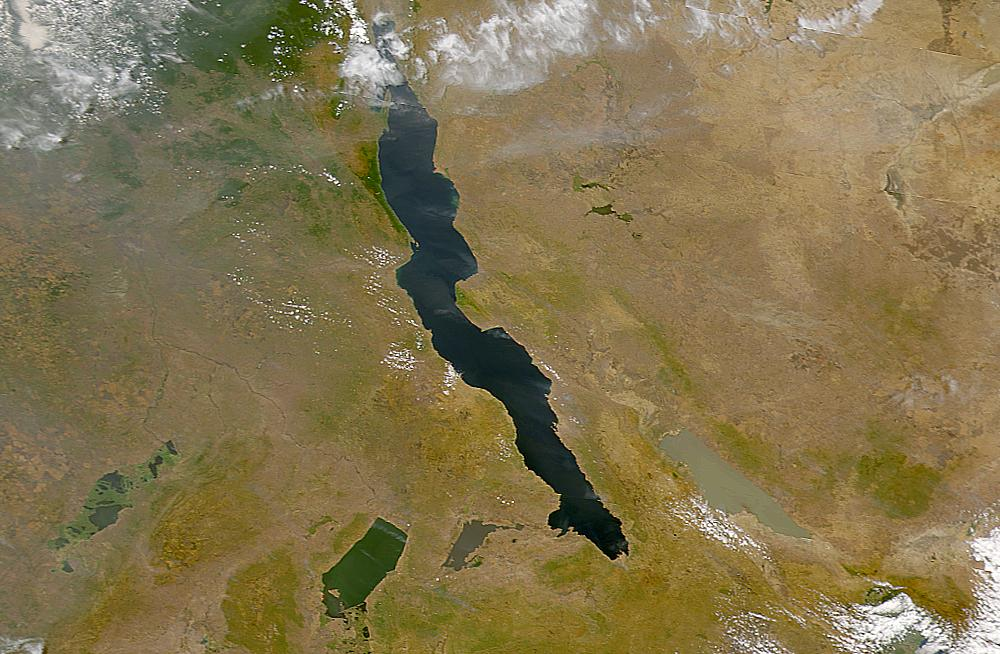
Algunos de los lagos del valle: de izqda. a dcha., los lagos Upemba, Mweru, Tanganica 8el mayor) y Rukwa. Esta imagen cubre el sureste de República Democrática del Congo, el noreste de Zambia y el sur de Tanzania.

Los lagos de la rama occidental del rift o Rift Albertina, junto con el lago Victoria, son los más grandes, los más profundos y más antiguos del valle. A veces se les conoce como grandes lagos del África central. Son lagos de agua dulce. Los lagos Alberto, Victoria, y Edward son parte de la cuenca del río Nilo .
El lago Victoria (de 68 800 km² y a una altitud de 1134 m) es el lago más grande de África, pero no se encuentra en el valle: ocupa una depresión entre los rifts occidental y oriental, formada por la elevación de los rifts en ambos lados. Los lagos Victoria, Tanganica y Malawi, son a veces conocidos colectivamente como los Grandes Lagos africanos .
Los lagos del Valle del Rift occidental son lagos de agua dulce y constituyen el hábitat de un número extraordinario de especies. Aproximadamente 1.500 especies de peces cíclidos (Cichlidae) viven en los lagos (ver Darwin's Nightmare [La pesadilla de Darwin], de Hubert Sauper, sobre la reducción de la biodiversidad). Además de los cíclidos, poblaciones de Clariidae, Claroteidae, Mochokidae, Poeciliidae, Mastacembelidae, Centropomidae, Cyprinidae, Clupeidae y otras familias de peces también se encuentran en estos lagos. Los lagos son un hábitat importante para un buen número de especies de anfibios, como Amietophrynus kisoloensis, Bufo keringyagae, Cardioglossa cyaneospila y Nectophryne batesii.
Aparte de este lago, los principales lagos del Valle del Rift en el oeste son, de norte a sur:
- lago Alberto (de 5300 km² y a una altitud de 615 m), es el lago más al norte del Rift y desemboca en el río Nilo Blanco;
- lago Eduardo (de 2325 km² y a una altitud de 912 m), desemboca en el lago Alberto;
- lago Kivu (de 2220 km² y a una altitud de 1460 m), desemboca en el lago Tanganica por el río Ruzizi;
- lago Tanganica (de 32 000 km² y a una altitud de 773 m), es el mayor de los lagos del Rift y también el más profundo de África (más de 1400 m de profundidad), y el 2º más profundo del mundo después del lago Baikal.[1] Por debajo de los 200 m de profundidad sus aguas son anóxicasy carentes de vida acuática grande.[5] Forma parte de la cuenca del Congo y desagua a través del río Lukuga.

### Lagos meridionales del valle del Rift
Los lagos del sur del valle, en su mayoría lagos de agua dulce, son los siguientes:
- lago Rukwa (alrededor de 5670 km², pero muy variable), localizado al sureste de Tanganica, es un lago alcalino y endorreico, sin salida;
- lago Malawi, también conocido como lago Nyasa (de 30 000 km² y a una altitud de 500 m), es el segundo lago más grande del valle y el 2º en profundidad (700 m); se vacía por el río Shire, un afluente del río Zambeze;
- lago Malombe (450 km²), se vacía por el río Shire
- lago Chilwa (1750 km² y a una altitud de 622 m), sin emisario pero con grandes humedales; es el lago más austral del Gran Valle del Rift.

### Otros lagos
- lago Moero (de 4350 km² y a una altitud de 922 m), se encuentra en el graben del lago Mweru-Luapula, que es una rama separada del rift Albertine;
- lago Mweru Wantipa (de 1500 km² y a una altitud de 930 m), es un lago pantanoso localizado entre los lagos Tanganica y Moero; es un lago endorreico, pero puede desbordarse en el Moeru en épocas de grandes inundaciones.